# 240-mm-Howitzer M1
Die 240 mm Howitzer M1 on Carriage M1 (945inch) (Spitzname: „Black Dragon“) ist eine „superschwere“ Haubitze der United States Army, die im Zweiten Weltkrieg und im Korea-Krieg eingesetzt wurde. Nach ihrer Ausmusterung in den 1950er-Jahren bei der US Army wurden 30 Geschütze an Taiwan abgegeben und sind dort weiterhin im aktiven Dienst.

## Entwicklung
Während des Ersten Weltkrieges erwarb die US Army von Schneider in Frankreich einen modifizierten Entwurf einer 28-cm-Haubitze, die 240 mm Howitzer M1918. Die Fertigung sollte in den USA erfolgen und der Kontrakt sah 2627 Haubitzen und 1214 Lafetten vor. Der Aufbau der Fertigung bereitete viele Probleme und erst 1918 lief die Fertigung an. Wegen des Kriegsendes wurden nur noch 330 Stück davon gefertigt. Schnell stellte man fest, dass dieser Entwurf viele Schwächen und Mängel hatte. Bei einem großen Bestand dieser recht neuen Waffen gab es zwischen 1924 und 1925 einige Versuche mit der Waffe, die alle zur Erkenntnis führten, dass einzig ein völlig neues Geschütz die Probleme lösen würde. Auch die Idee einer Interim-Lösung von 1934, eine neue Lafette zu schaffen, wurde verworfen.
Nach dem Beginn des Zweiten Weltkrieges in Europa wurden die gesammelten Erkenntnisse nochmals diskutiert und im April 1940 hatte man sich für einen Neuentwurf entschieden. Mit der Entwicklung der 240 mm Howitzer M1 wurde im Jahr 1941 begonnen und diese lief als 240 mm Howitzer T1. Es war ein geradliniges Design, und der Entwurf des Verschlusses wurde von der 16 inch Gun übernommen. Im Mai 1943 wurde der Entwurf schließlich akzeptiert und das Geschütz als 240 mm Howitzer M1 eingeführt.

## Technik
Um die Haubitze zu laden, muss sie in die Position der minimalen Erhöhung von +15° gebracht werden. Dann wird das Geschoss von vier Mann mit einer Ladeschale an die Laderampe gebracht. Mit einer Stange wird das Geschoss von drei Mann ins Rohr geschoben. Dann wird die Treibladung im Beutel in das Geschütz geschoben. Die 163 kg (360 lb) schwere Granate kann bis zu einer maximalen Entfernung von 23,1 km (25225 yards) geschossen werden und wurde zu ihrer Indienststellung lediglich von den als Eisenbahngeschütze verwendeten Marinekanonen übertroffen.
Die Haubitze benötigte eine vorbereitete Feuerstellung mit einem großen mittleren Loch im Boden für den Rücklauf des Geschützes und die seitlichen horizontalen Stützen an den Seiten der Holme. Über diesen Löchern wurde die vom Transportwagen gehobene Spreizlafette ohne Räder direkt auf dem Boden abgesetzt und anschließend wurde das Rohr in die Lafette eingesetzt. Die Einheiten verwendeten für das Vorbereiten der Stellung und die Montage üblicherweise einen M2 Lorain Crane auf einem 6×6-Lkw-Fahrgestell. Hersteller dieses Fahrzeugs war die Thew Shovel Co. und während der Verlegung zog es üblicherweise einen M16 Clamshell Trailer.
Für den Transport wurde die Waffe in zwei Lasten geteilt und die Lafette getrennt vom Rohr gefahren. Der Cannon Transport Wagon M2 und der Carriage Transport Wagon M3 waren Anhänger mit sechs riesigen 18:00×24-Rädern, um den Bodendruck des 5 Tonnen schweren M2-Anhängers und des noch schwereren M3-Anhängers niedrig zu halten. Die schwerste amerikanische Zugmaschine für Artilleriegeschütze war seinerzeit der Mack NO, doch das Gewicht und die Abmessungen der 240 mm Howitzer M1 überforderte – auch als einzelne Anhängelasten – dieses Fahrzeug. Nur Raupenschlepper konnten diese Last bewältigen, so kamen schließlich der M35 Prime Mover, M33 Prime Mover und ab Februar 1944 der M6 High Speed Tractor in den Feldartillerie-Bataillonen zum Einsatz.
Bei seiner Einführung 1943 war es ein erstklassiges Geschütz und zugleich die schwerste Waffe der amerikanischen Feldartillerie im Zweiten Weltkrieg. Das Geschütz erfüllte die Anforderungen zur Bekämpfung schwer befestigter Ziele, wie man sie zum Beispiel beim Westwall vorzufinden glaubte, und ermöglichte der US-Artillerie das Niederkämpfen gegnerischer schwerer Artillerie im Hinterland.
Die Geschütze blieben im Bestand der U.S. Army, bis in den späten 1950er-Jahren die Munitionsvorräte aufgebraucht waren.

## Einsätze
Folgende US Field Artillery Battalion hatten je sechs Geschütze: (in Europa) 265th, 266th, 267th, 269th, 270th, 272th, 277th 278th, 538th, 539th, 551st, 553nd, 553rd, 697th und 698th; (im Pazifik) 543rd, 544th, 545th, 778th und 779th.

### Italien 1943–1945
Der erste operative Einsatz des 240 mm Howitzer fand im Januar 1944 statt, als die Geschütze im Rahmen der Kämpfe der alliierten Landung bei Anzio von der 5. US-Armee erfolgreich eingesetzt wurden. Zusammen mit den im April 1944 nachgeführten 203-mm-Haubitzen bekämpften sie die Batterien der schweren deutschen Artillerie. Dazu zählten auch die bei den Alliierten als „Anzio Annie“ bekannten beiden deutschen 28-cm-Eisenbahngeschütze K 5. Diese wurden auf Grund des massiven Beschusses der Alliierten schließlich zurückgezogen. Das Feuer war präzise genug, um sogar vergleichsweise kleine Ziele wie einzelne Panzerkampfwagen erfolgreich unter Beschuss nehmen zu können. Gelobt wurde ebenfalls die Möglichkeit, Schlüsselstellungen über eine größere Entfernung hinweg zu zerstören. In der Schlacht um Monte Cassino waren die Geschütze nach den alliierten Bomberangriffen an der endgültigen Zerstörung des Klosters auf dem Berg beteiligt. Hier wurden auch Geschütze an die britischen Streitkräfte (8. Armee) abgegeben und von diesen zum Einsatz gebracht.
US-Offiziere attestierten der verheerenden Feuerkraft und Genauigkeit des Geschützes eine maßgebliche Rolle bei den Kämpfen in Italien.

### Deutschland 1945
Aufgrund des intensiven Häuserkampfes im Rahmen der Schlacht um Aschaffenburg wurden die 240 mm Howitzer des 697th für die systematische Zerstörung der Gebäude eingesetzt.

### Pazifik 1945
Auf dem pazifischen Kriegsschauplatz wird der Einsatz dieser Geschütze namentlich 1945 in der Schlacht um Manila erwähnt. Es waren zu diesem Zeitpunkt jedoch so gut wie keine Ziele mehr vorhanden, die den Einsatz solcher Geschütze erforderten, ein massiver Einsatz war daher nicht mehr notwendig.

### Korea 1953
Die U.S. Army setzte die Geschütze noch im Koreakrieg ein. Nach dem Zweiten Weltkrieg waren sie eingelagert worden. Nun wurden sie reaktiviert und an die Front geschickt. Sie beschossen Bunker und Befestigungen der chinesischen Volksbefreiungsarmee, die mit leichteren Geschützen nicht erfolgreich bekämpft werden konnten. Es wurden zwei Einheiten neu aufgestellt, das „213th“ und „159th Field Artillery Battalion“.
Der erste Einsatz erfolgte am 1. Mai 1953, als ein Geschütz der „Baker“-Batterie des „213th FA“ einen ersten Schuss auf einen Hügel abgab, der von der Luftaufklärung „The donut“ genannt wurde. Diese erste Granate, die eigentlich nur zur Ermittlung der Schusswerte abgegeben worden war, traf ein Munitionsdepot auf der Hügelkuppe, das explodierte und eine Kettenreaktion in Gang setzte, in deren Verlauf die Kuppe förmlich zerrissen wurde.

### Taiwan
Ende der 1950er-Jahre wurden etwa 30 Geschütze an die Streitkräfte Taiwans übergeben, wo die Haubitzen ortsfest eingebaut auf Kinmen und den Matsu-Inseln nach wie vor zur Küstenverteidigung dienen. Sie sind entweder auf schienengebundenen Bettungswagen gelagert und werden zum Schuss aus den Bunkern in die Feuerposition gerollt oder schießen direkt aus den Bunkern. Die Bunker sind so ausgelegt, dass sie einem direkten Treffer einer 250-kg-Bombe widerstehen können.

## Howitzer Motor Carriage T92
Anfang 1945, nachdem bereits eine größere Anzahl schwerer Geschütze der US Army auf verschiedenen Trägerfahrzeugen entwickelt worden war, gab es auch einen Ansatz, eine Selbstfahrlafette für den 240 mm Howitzer M1 zu schaffen. Als Versuch wurde ein Geschütz auf das verlängerte Fahrgestell des Kampfpanzers M26 Pershing gesetzt, das auf jeder Seite ein zusätzliches Laufrad erhielt. Ausführendes Unternehmen war die Chrysler Corporation, die das Chassis so entwarf, dass auch die Bestückung mit der 8-inch Gun, als Gun Motor Carriage T93, erfolgen konnte.
Da sich der Krieg in Europa bereits in der letzten Phase befand, entschied man, die beiden Prototypen auf dem pazifischen Kriegsschauplatz zu erproben. Das Shipment für den Einsatz bei der Invasion Japans wurde vorbereitet. Doch noch bevor alles abgeschlossen war, endete der Krieg und die Truppenerprobung fand nicht mehr statt. Auch die Aufträge für die Geschütze wurden storniert.

## Galerie

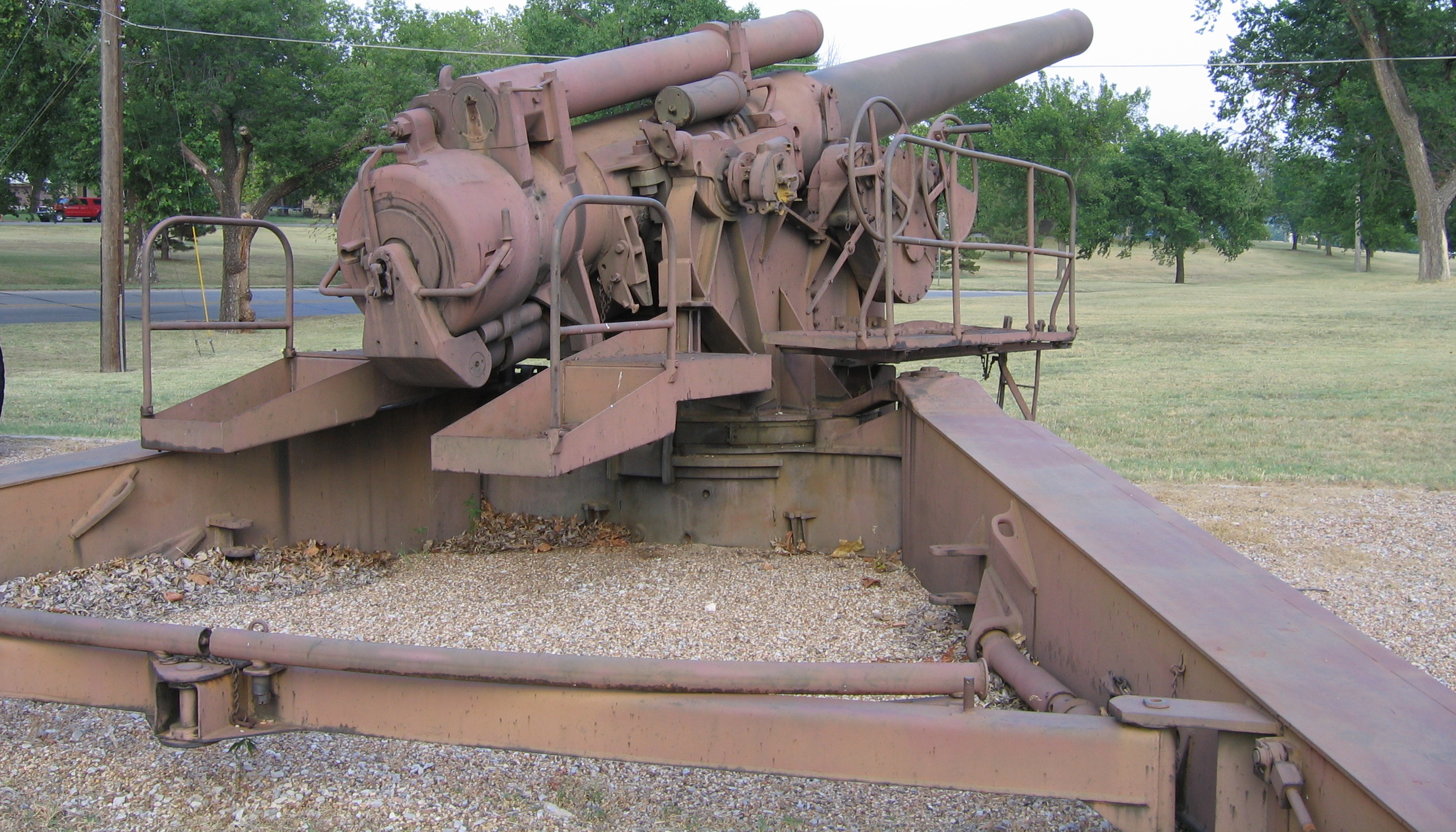
Rückansicht einer 240-mm-Haubitze im U.S. Army Field Artillery Museum, Fort Sill, OK
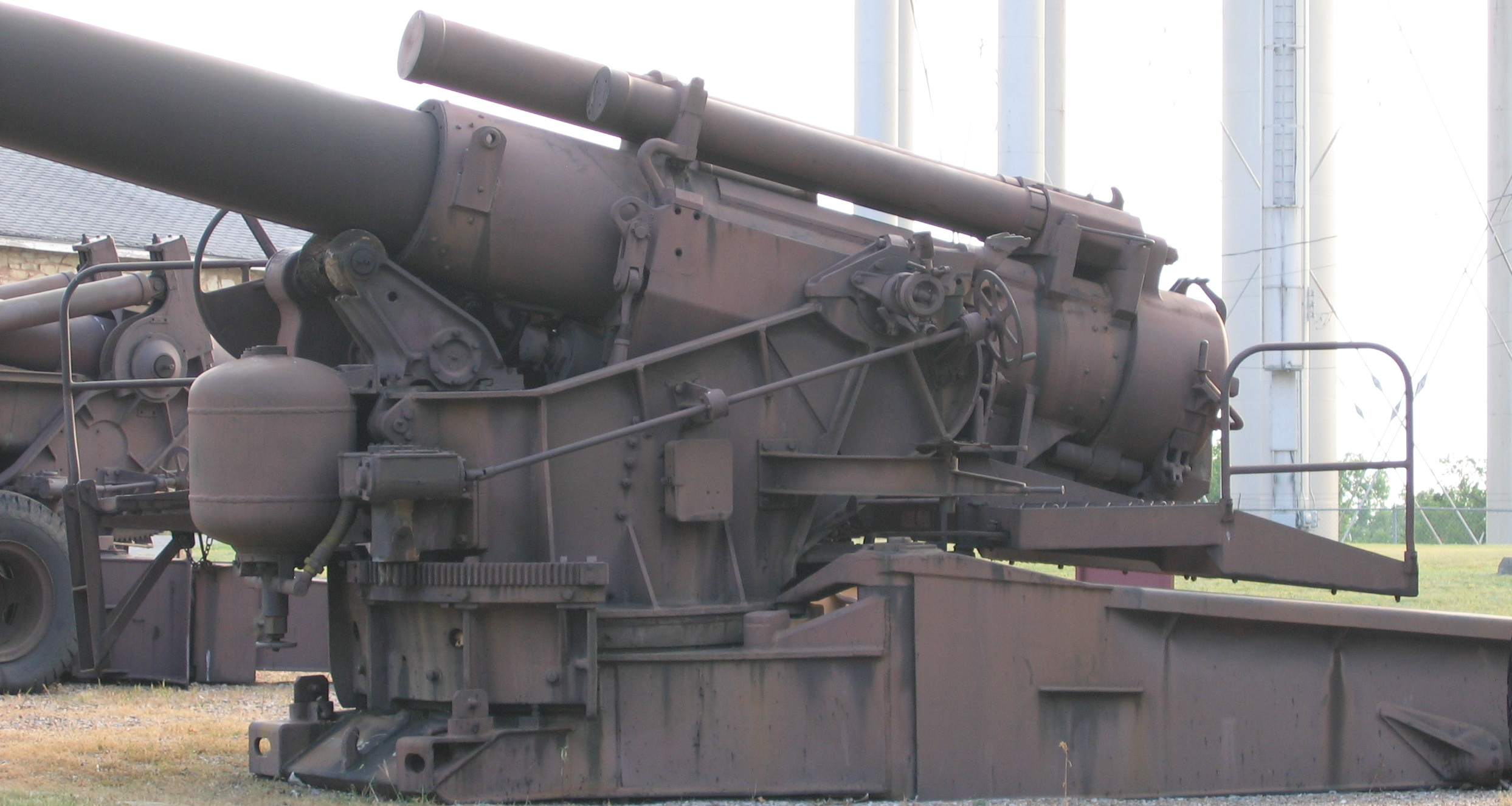
Seitenansicht des gleichen Geschützes